# Милонит
Милонит је ситнозрна, компактна стена, која настаје динамичком рекристализацијом својих минерала, што доводи до смањења зрна унутар стене. Према петролошкој класификацији, припада групи метаморфних стена. Милонити могу имати различите минералне саставе, па се класификација врши на основу текстурних карактеристика стене.

## Формирање
Милонити су дуктилно деформисане стене које настају акумулацијом јаких смичућих деформација у дуктилним деловима раседних зона. Постоји неколико различитих интерпретација формирања милонита, али се све генерално слажу да је приликом стварања милонита примарни процес кристално-пластична деформација, док су секундарни процеси пуцање и катакластични ток. Ипак, иако се у почетку мислило да је један од процеса у стварању милонита и млевење (грчки μύλος, mylos), на основу чега је стена и добила назив, касније је утврђено да се ова врста механичке абразије не дешава приликом настајања милонита.
Постоји много различитих механизама који могу да акомодирају кристално-пластичне деформације. У стенама Земљине коре, најважнији процеси овог типа су пузање дислокација и пузање ваканција. Пузање дислокација доводи до повећања интерне енергије кристала. Овај ефекат се компензује током процеса рекристализације миграцијом границе зрна, који смањује интерну енергију повећањем површине границе зрна и смањењем запремине зрна, при чему се енергија задржава на површини минералног зрна. Овим процесом се дислокације мењају и постају границе унутар зрна. Стварањем додатних дислокација унутар граница под-зрна, расте и неправилна оријентација дуж тих граница, све док угао границе не постане довољно велики, када под-зрно постаје ново зрно. Овај процес, који се назива и рекристализација ротацијом под-зрна, тежи да смањи величину зрна. Критични механизми процеса пузања ваканција, дифузија запремине и граница зрна, постају важни тек на вишим температурама и код малих величина зрна. Због тога се многи истраживачи слажу да, након што се милонит формира процесима пузања дислокација и динамичке рекристализације, прелаз ка процесу пузања ваканција се може догодити тек када величине минералних зрна достигну погодну величину.
Милонити се обично формирају у дуктилним зонама смицања, у којима постоји велика концентрација деформација.